# ملكة جمال العالم 1965
ملكة جمال العالم 1965 هي نسخة مسابقة ملكة جمال العالم الخامسة عشرة في تاريخ مسابقة ملكة جمال العالم منذ انطلاقتها عام 1951، عقدت في 19 نوفمبر 1965 في مسرح لايسيوم في لندن ، المملكة المتحدة. في نهاية الحدث توجت ليزلي لانغلي من المملكة المتحدة. من قبل ملكة جمال العالم 1964 ، آن سيدني من المملكة المتحدة. أصبحت المملكة المتحدة ثاني دولة تفوز في المسابقة لمدة عامين على التوالي. كانت السويد أول دولة حققت ذلك عندما فازت في عامي 1951 و 1952.

## النتائج

### المراكز النهائية
| النتائج النهائية      | المتنافسة |
| --------------------- | --- |
| ملكة جمال العالم 1965 | - المملكة المتحدة - ليزلي لانغلي |
| الوصيفة الأولى        | - الولايات المتحدة - ديانا لين باتس |
| الوصيفة الثانية       | - جمهورية أيرلندا - غلاديس آن والر |
| الوصيفة الثالثة       | - النمسا - إنغريد كوبيتسكي |
| الوصيفة الرابعة       | - تاهيتي - ماري تاباري |
| أفضل 7                | - كندا - كارول آن تيدي - رودسيا - ليزلي بانتينغ |
| أفضل 16               | - كوستاريكا - مارتا يوجينيا إسكالانتي فرنانديز - الدنمارك - إيفون هان إيكمان - فنلندا - ريجا مارجا ليزا سالمين - فرنسا - كريستيان سيبيلين - ألمانيا - كارين شوتزه - اليابان - يوكو أوغوتشي - كوريا - لي اون آه - نيوزيلندا - غي لورين فيلبس - السويد - بريت ماري ليندبلاد |

## المتسابقات
- الأرجنتين - ليديا ألسيرا دياز
- أستراليا - جان رينيسون
- النمسا - إنغريد كوبيتسكي تاباري
- بلجيكا - لوسي إميلي نوسنت
- بوليفيا - غابرييلا كورنيل كيمبف
- البرازيل - برنيس لوناردي
- كندا - كارول آن تيدي
- سيلان - شيرلين مينيرفا دي سيلفا
- كولومبيا - نوبا أنجلينا بوستيلو جالو
- كوستاريكا - مارتا يوجينيا إسكالانتي فرنانديز
- قبرص - كريستاليا بسارا
- الدنمارك - إيفون هان إكمان
- الإكوادور - كورين ميرغيت كورال
- فنلندا - رايجا مارجا ليزا سالمينين
- فرنسا - كريستيان سيبلين
- غامبيا - ندي جاني
- ألمانيا - كارين شوتسه
- جبل طارق - روزماري فياليس
- اليونان - ماريا جيكا
- هولندا - جاني دي كنيجت
- هندوراس - إيدا إينيس مونجولا
- أيسلندا - سيغرين فيجنيسدوتير
- أيرلندا - غلاديس آن والر
- إيطاليا - جيا ليبرارو
- جامايكا - كارول جوان ماكفارلين
- اليابان - يوكو اوغوتشي
- كوريا - نيلا منير حداد
- لبنان - لي يون آه
- ليبيريا - يولا جورج حرب
- لوكسمبورغ - ملفيلا مارديا هاريس
- ماليزيا - ماري آن جيسين
- مالطا - فيلهلمينا ماليا
- المغرب - لوسيت جارسيا
- نيوزيلندا - جاي لورين فيلبس
- بيرو - لورديس كارديناس جيلاردي
- روديسيا - ليزلي بانتينج
- جنوب أفريقيا - كارول أديل ديفيس
- سورينام - أنيتا فان إيك
- السويد - بريت ماري ليندبلاد
- سوريا - ريموند دوكو
- تاهيتي - ماري تاباري
- تونس - زينب بن لمين
- المملكة المتحدة - ليزلي لانجلي
- الولايات المتحدة - ديانا لين باتس
- أوروغواي - راكيل لوز ديلجادو
- فنزويلا - نانسي إليزابيث غونزاليس أسيتونو

## الروابط الخارجية
- موقع ملكة جمال العالم الرسمي